# جيف هال (سياسي)
جيف هال (بالإنجليزية: Jeff Hall)‏ هو شخصية أعمال وسياسي أمريكي، ولد في 26 ديسمبر 1951. حزبياً، نشط في الحزب الديمقراطي. وقد انتخب عضو مجلس نواب لويزيانا.